# 皮奥比科
皮奥比科（義大利語：Piobbico），是意大利佩萨罗-乌尔比诺省的一个市镇。总面积48.16平方公里，人口2136人，人口密度44.4人/平方公里（2008年）。ISTAT代码为041049。